# Nataliya Tkachenko

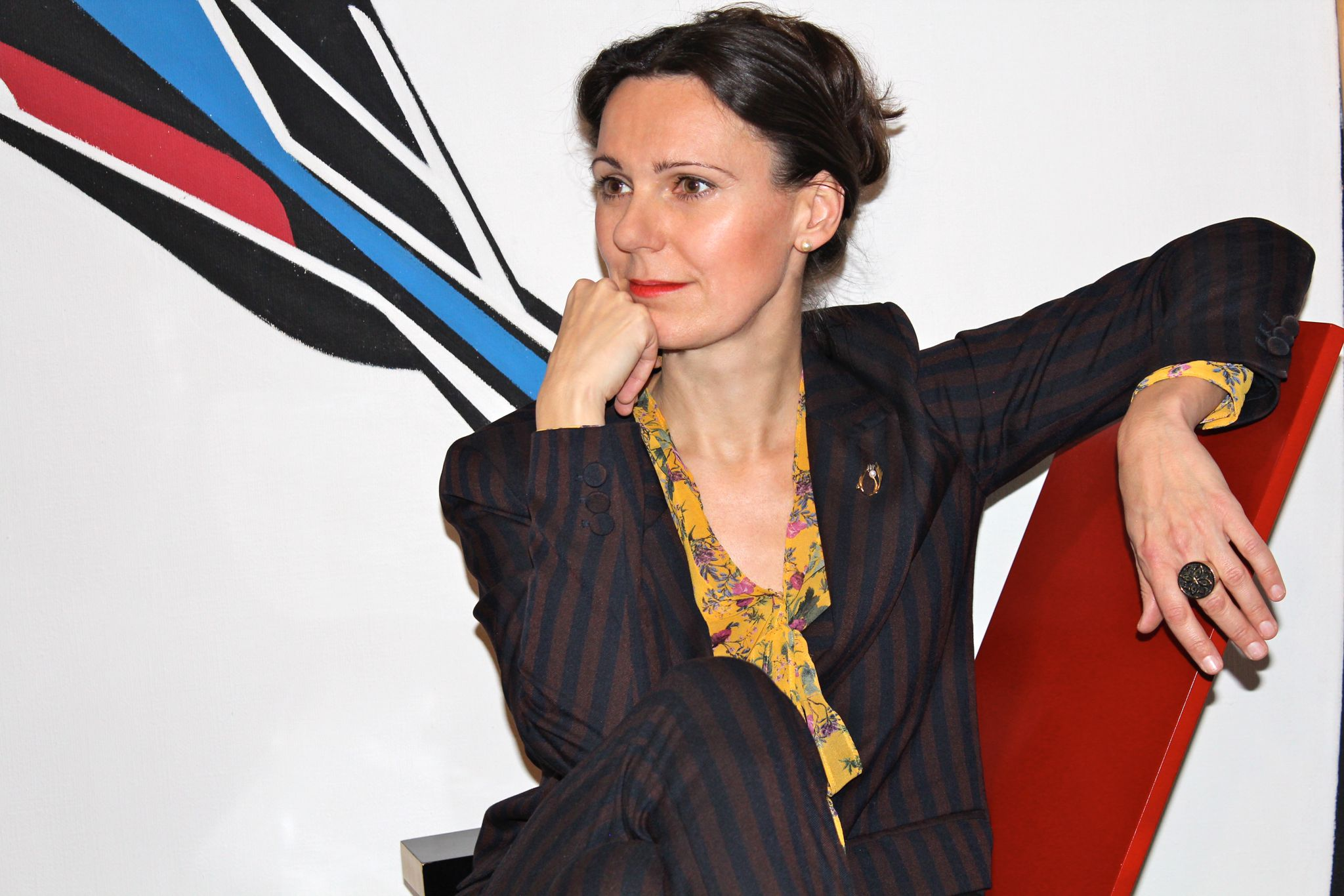
Nataliya Tkachenko, 2023

Nataliya Tkachenko (ukrainisch Наталія Ткаченко, Transkription Natalija Tkatschenko, wiss. Transliteration Natalija Tkačenko; * 1975 in Dnipropetrowsk, Sowjetunion) ist eine ukrainisch-deutsche Pianistin, Klavierpädagogin und Musikwissenschaftlerin.

## Leben
Tkachenko begann ihre musikalische Ausbildung am staatlichen Konservatorium für Musik in Dniprodserschinsk bei Jurij Nowikow. An der Sergei-Prokofjew-Hochschule für Musik in Donezk studierte sie das Fach Klavier bei Wiktorija Gontscharenko und Natalija Tschesnokowa. Im Jahr 2000 setzten sie ihr Klavierstudium bei Silke-Thora Matthies an der Hochschule für Musik in Würzburg in Deutschland fort. Anschließend studierte sie an der Julius-Maximilians-Universität Würzburg Musikpädagogik bei Friedhelm Brusniak und Musikwissenschaft bei Ulrich Konrad. Im Fach Klavier wurde Burkard Schliessmann ihr Mentor. 2008 schloss sie das Studium mit dem Magister artium ab.
Seit 2012 lehrt sie als Dozentin für das Instrumentalfach Klavier an der Julius-Maximilians-Universität Würzburg.

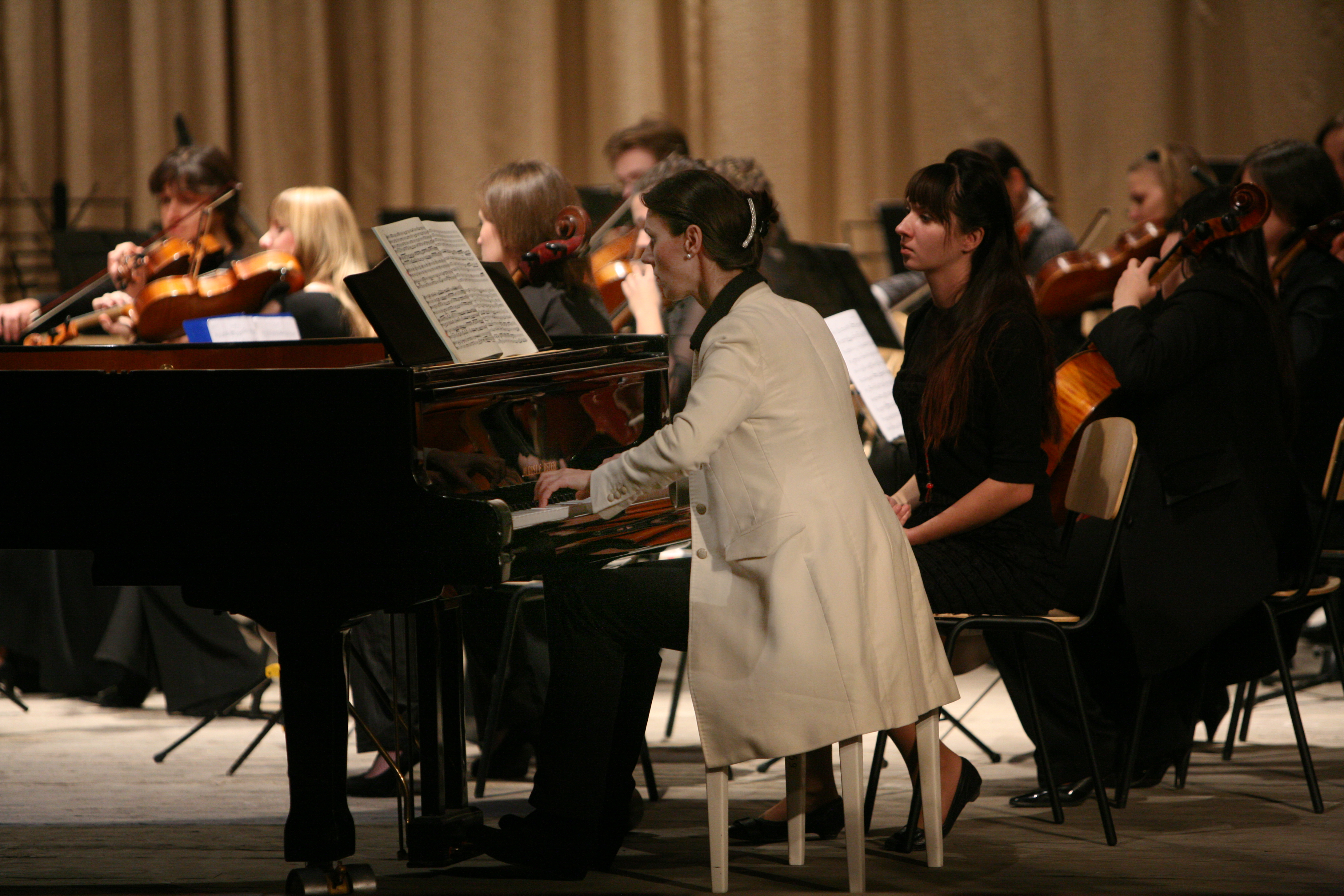
International Festival of Piano Art „Music without limits“, Dnepropetrovsk (Ukraine), 2011

Sie ist Mitbegründerin und häufiger Gast des 2009 ins Leben gerufenen internationalen Festivals of Piano Art „Music without limits“ in Dnipro (Ukraine).
Seit 2016 ist sie im Stadttheater Kempten für die Musikalische Leitung in mehreren Theateraufführungen verantwortlich: Nussknacker und Mäusekönig, 1001 Nacht, Die kleine Schusselhexe, La vie de Coco Chanel, Peter und der Wolf, Peer Gynt, Chopin und seine Frauen, Bevor sie mich verurteilen, sollen sie mich wenigstens einmal anhören.
2024 entdeckte sie Edvard Griegs Schauspielmusik „Peer Gynt“ mit insgesamt 26 Nummern, die seit ca. 100 Jahren nicht mehr in der ursprünglichen Fassung in den Theatern aufgeführt wurde. Für die Aufführung des Theaters Kempten (Regie Nikolaus Büchel) bearbeitete sie die orchestrale Schauspielmusik zur Klavierfassung und koppelte sie mit Ibsens Drama – wie bei der Uraufführung 1876.
Nach der Veröffentlichung ihrer CD bei NEOS Music mit der Musik von Fazil Say, u. a. seiner „Troy Sonata“ op. 78, entwickelte sie zusammen mit artkempten e. V. ein internationales Tanzprojekt „Troy“, das im Oktober 2023 die von der Kritik hoch gelobte Premiere feierte und im Winter 2024 mit Livemusik auf Süddeutschland-Tour ging.
Nataliya Tkachenko ist verheiratet, lebt in Kempten (Allgäu) und nahm 2012 die deutsche Staatsangehörigkeit an.

## Diskografie
- Scarlatti – Mozart – Chopin – Balakirew – Rachmaninow: Werke für Klavier (2008), MotorGrass
- Nussknacker und Mäusekönig: Hörbuch mit der Musik von P. I. Tschaikowski und C. Reinecke (2017), Theater in Kempten / 36music
- La vie Coco Chanel – das Hörbuch (2019), Theater in Kempten/36music
- Chopin und seine Frauen – das Hörbuch (2022), Theater in Kempten/36music
- Fazıl Say: Troy Sonata 3 Ballads Black Earth (2023), Neos Music